# Gregor Pallast
Gregor Pallast (* 18. August 1978 in Köln) ist ein deutscher Kabarettist.

## Leben
Nach dem Abitur am Städtischen Gymnasium in Hennef und Zivildienst ging Pallast 1999 nach Bonn und studierte dort Sozialwissenschaften und Biologie auf Lehramt. Während seiner Studienzeit arbeitete er als freier Journalist für verschiedene Radiosender. Nach seinem Referendariat in Köln und einer kurzen Tätigkeit als Wissenschaftlicher Mitarbeiter an der Uni Bonn im Bereich der Ressourcenökonomik nahm er 2007 eine Stelle als Lehrer am Siebengebirgsgymnasium in Bad Honnef an. 
Mit Interessierten aus der freien Theaterszene Bonns gründete er 2013 das „Neue Ensemble Bonn“, bei dem er spielt und Regie führt. Zudem trat er seit 2012 mit seinem Kabarett-Kurzprogramm als Solokünstler auf. 2014 bot ihm das Bonn Pantheon-Theater dessen Bühne für sein erstes abendfüllendes Kabarettprogramm „Verwählt?“ an, das im Januar 2015 dort Premiere hatte.  Nach der Aktualisierung 2017 („Verwählt? 2.0“) ist er seit Ende 2019 mit seinem aktuellen Programm „Ansichtssache“ deutschlandweit auf Tour. 
Pallast hat sich dem klassischen politischen Kabarett verschrieben. „Ihm gelingt, woran Politik und Werbung scheitern: Komplexe Zusammenhänge erklären und ihre Absurdität herausstellen.“ Er schreibt alle seine Texte selbst.

## Programme
- 2015: Verwählt?
- 2017: Verwählt? 2.0
- 2019: Ansichtssache

## Auszeichnungen
- 2019: Paulaner Solo (Jury- und Publimumspreis)
- 2019: Reinheimer Satirelöwe (Jury- und Publimumspreis)

## Nominierungen
- 2016: Prix Pantheon (Finalist)
- 2017: Lüdenscheider Lüsterklemme
- 2018: Niederrheinischer Kabarettpreis (Finalist)
- 2019: Tuttlinger Krähe